# Iskar (Sofia)
 (avril 2024).
Si vous disposez d'ouvrages ou d'articles de référence ou si vous connaissez des sites web de qualité traitant du thème abordé ici, merci de compléter l'article en donnant les références utiles à sa vérifiabilité et en les liant à la section « Notes et références ».
Pour l’article homonyme, voir Iskar (homonymie).
Iskar est un arrondissement de la ville de Sofia, capitale de la Bulgarie. Il est situé dans la partie est de la ville.

## Géographie et organisation
L'arrondissement Iskar constitue l'un des 24 arrondissement de la municipalité de Sofia. Il est situé dans la partie est de la ville et comprend les quartiers Droujba 1, Droujba 2, Tsarigradski komplex, Dimitar Milenkov, Abdovitsa, le village de Boustantsi et la zone scientifique et industrielle Zona Iskar.